# Несторівська група
Несторівська група — неформальне об'єднання Інтелектуалів, експертів та громадських активістів, створене з метою розробки стратегічного бачення для України. Існує з березня 2012.

## Загальна характеристика
Група є позапартійним та позабізнесовим самофінансованим міждисциплінарним об'єднанням, що функціонує на волонтерських засадах. Мету та порядок денний визначають самі учасники групи. Діє в форматі Унівської групи, яка розробила бачення Львова-2025, що зараз відображене в офіційній стратегії міста, прийнятій Львівською міською радою. 24 лютого 2015 року група презентувала свій документ під назвою «Візія України-2025: Договір гідності заради сталого розвитку».

## Назва
Група символічно названа іменем сина однієї з експертів групи, який народився синхронно зі створенням об'єднання. Група, таким чином, підкреслює, що працює для тих, хто сьогодні ще не має голосу в Україні.

## Історія
Несторівська група утворилася у Києві у березні 2012 року з майже 20 експертів із різних сфер, які мали дуже різні знання і підходи. Ядро групи було сформоване в Унівській групі, яка працювала над візією для Львова між 2007 і 2011 роками, започаткувавши новий дискурс майбутнього для міста. Звідти ж учасниками групи було запозичено методологію та підходи в роботі. Крім того, групу посилили кілька фахівців з Києва та Сходу України.

Робота Несторівської групи проходила переважно в Києві та у Львові. Також кілька разів «несторівці» збиралися в Празі — за підтримки МЗС Чехії. Одним із безпосередніх стимулів для активної роботи групи було усвідомлення близького краху режиму Януковича. Зокрема, експерти Несторівської групи Євген Глібовицький та Ярослав Грицак згадують:
«На момент заснування групи у 2012 році для експертів було зрозуміло, що режим Януковича приречений. Утім, ніхто не міг знати, як саме відбудеться падіння режиму. „Застій“ спонукав до роботи…» 

## Візія України-2025: Договір гідності заради сталого розвитку

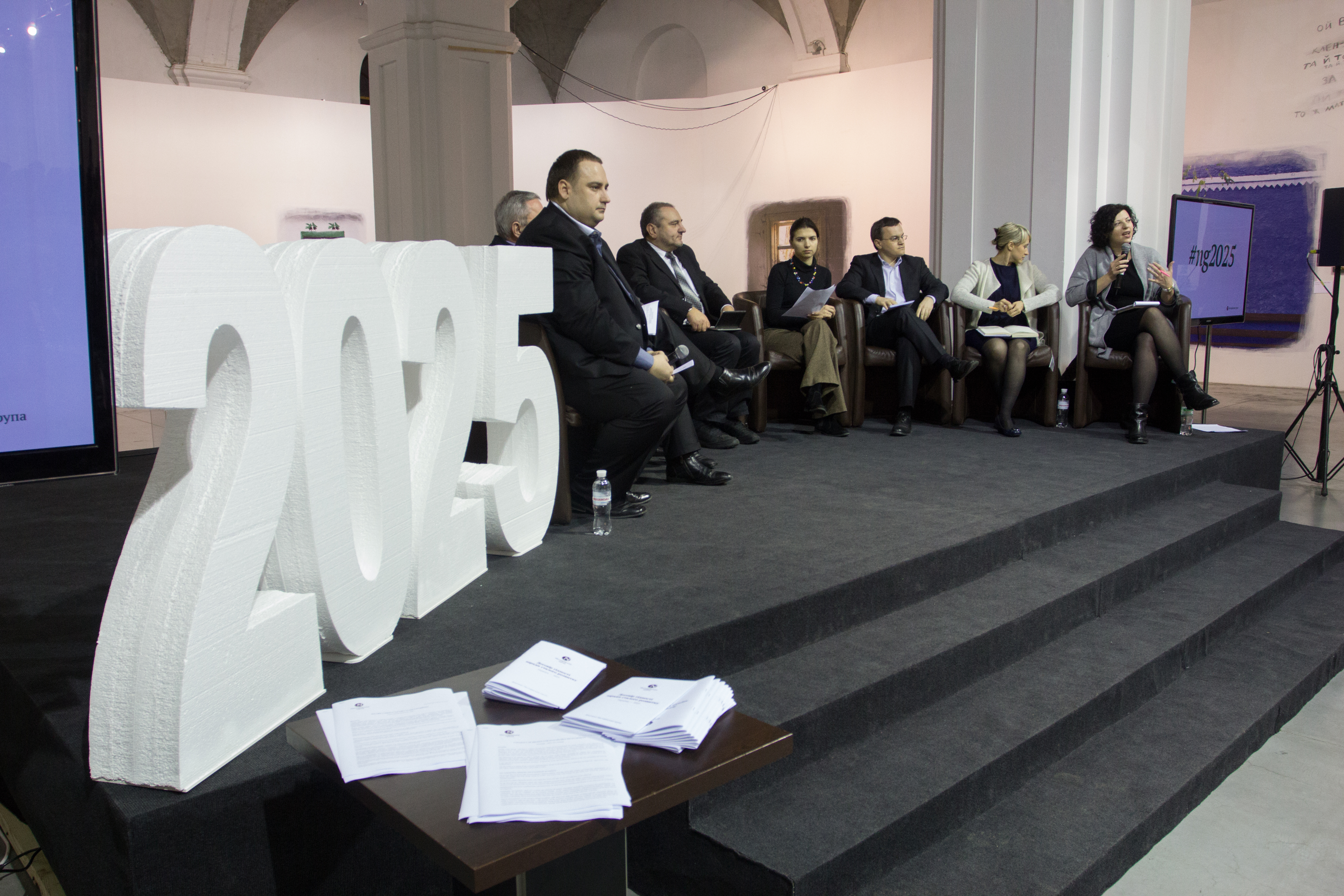
Члени Несторівської групи презентують громадськості свою «Візію України-2025» у Києві

24 лютого 2015 року під час презентації у приміщенні Мистецького арсеналу у Києві Несторівська група представила увазі експертного середовища та широкої громадськості документ під назвою «Візія України-2025: Договір гідності заради сталого розвитку». Цей документ є візією модернізації країни, що базується на таких поняттях, як сталий розвиток, відкритий доступ й нова ціннісна основа.
У своєму документі експерти Несторівської групи, серед іншого, стверджують, що формування сучасної української політичної нації, що раніше багатьма в країні вважалось національною ідеєю та визначалось первинним завданням, завершилось в результаті подій Євромайдану та війни на сході. Відповідно, на думку несторівців, новітньою національною ідеєю України має стати модернізація нації, а не її побудова. Під модернізацією України група експертів розуміє переведення країни на траєкторію сталого розвитку.
У зв'язку з цим, учасники групи стверджують, що до 2014 року в Україні існував суспільний договір корупційного консенсусу: «Громадяни не чіпають владу, влада не чіпає громадян». Утім, діяльність режиму Януковича з одного боку та Євромайдан з іншого призвели до руйнування цього договору. Відтак, назріла необхідність укладення нового суспільного договору, який забезпечив би згадану модернізацію країни та прехід до сталого розвитку.
Новий суспільний договір
Новий суспільний договір — Договір гідності — який Несторівська група пропонує українському суспільству складається із двох пунктів, які вже реалізовано:
1. Більшість мешканців України та кожного її регіону бажають бачити Україну незалежною державою;
2. Незалежно від віку, статі, етнічного походження, регіону, для мешканців України критично важливою є гідність у різних її проявах;
Проте ці пункти слід розширити іншими, які наразі ще не досягнуті:
3. Готовність громадських та політичних еліт формувати конструктивний порядок денний: відділити те, що треба робити від того, що хочеться робити;
4. Перейти від підходу гри з нульовою сумою «або я, або вони» до підходу гри з позитивною сумою «і я, і вони» — шукати синергію, взаємну вигоду, думати не лише про себе;
5. Визнати, що Україна є негомогенною, а суспільні чи регіональні відмінності — це потенційне багатство країни, незамінне для виникнення необхідної для креативної економіки різниці бачень;
6. Переосмислення зв'язку між державою та суспільством: держава не керує суспільством, а є його інструментом, сервісом;
7. Принцип персональної відповідальності — за реформи та їх впровадження відповідальна не лише абстрактна держава, але й кожен громадянин, що зобов'язаний поводитись відповідно до прийнятих нових правил;
8. Відкритість та прозорість правил гри: і держава, і суспільство борються з сірими зонами та корупцією. Усі мають погодитись з тим, що корупція є смертельною загрозою для життя країни;
9. Право на пасивність: громадяни, що не бажають бути активними, можуть лишатися пасивними без обмежень у своїх правах, проте вони не блокують можливості для проактивної частини суспільства.

## Методологія
1. Дослідження цінностей українського суспільства.
2. Розробка рамкового документу — стратегічного бачення; створення детальної картинки майбутнього.
3. Комунікація та розробка детальніших документів.
Після створення візії Несторівська група вважатиме свою мету досягнутою. Подальші кроки можуть здійснюватися профільними аналітичними центрами. У вивченні цінностей члени Несторівської групи" спираються на світові та українські дослідження.

## Учасники

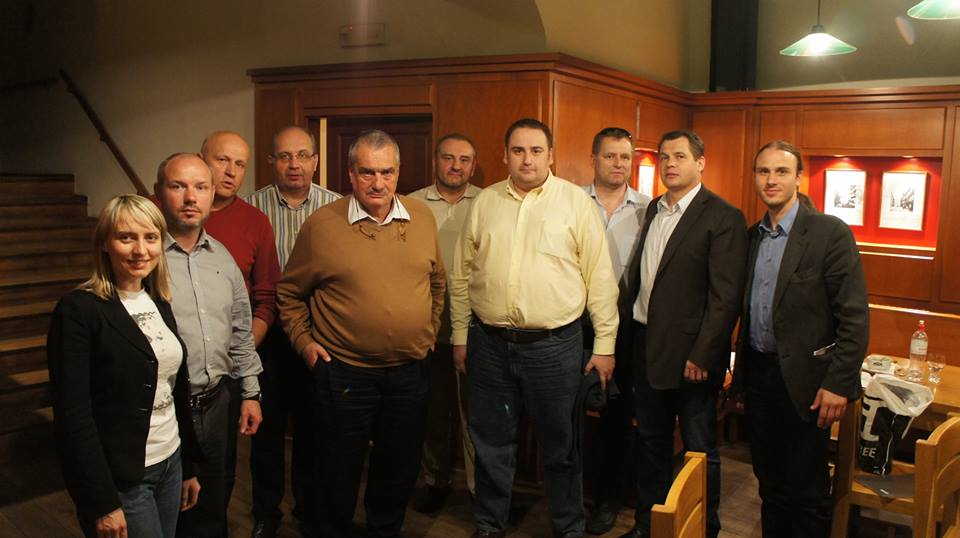
Члени Несторівської групи під час зустрічі із Карелом Шварценберґом у Празі, 10 травня 2013

Група має міждисциплінарний характер. Усі учасники групи є волонтерами. Кожен вносить до спільного результату свій час та свої знання не отримуючи за це матеріальної винагороди.
До складу Несторівської групи входять:
- Богдан Панкевич, колишній почесний консул Королівства Нідерландів у Львові, депутат Львівської міської ради;
- Вікторія Бриндза, соціологиня, дослідниця;
- Володимир Воробей, експерт з економічного розвитку, директор PPV Knowledge Networks;
- Володимир Дубровський, старший економіст CASE Україна;
- Євген Глібовицький, керуючий партнер експертної компанії pro.mova;
- Євген Іхельзон, релігієзнавець, сходознавець;
- Ігор Гут, кандидат економічних наук, системний дослідник бізнесу та конкуренції, керуючий партнер українсько-шведського проекту DYB – Develop Your Business;
- Ігор Коліушко, експерт з публічного права, голова правління Центру політико-правових реформ;
- Мирослав Маринович, правозахисник, публіцист, релігієзнавець, член-засновник Української Гельсінкської групи, віце-ректор Українського католицького університету;
- Олександра Бакланова, експерт у сферах розробки стратегій для бізнесу, менеджменту, управління змінами;
- Орест Друль, аналітик, керівник Західної аналітичної групи;
- Олег Рибачук, експерт з питань євроатлантичної інтеграції, ініціатор громадських кампаній «Новий громадянин» і «Чесно»;
- Оксана Форостина, медіа-експерт, відповідальна редакторка часопису «Критика» та проекту «Критичні рішення»;
- Олександр Сушко, науковий директор Інституту Євроатлантичного співробітництва, голова правління Міжнародного фонду «Відродження»;
- Павло Хобзей, кандидат фізико-математичних наук, експерт з освіти, проректор з науково-педагогічної роботи Українського католицького університету;
- Святослав Павлюк, експерт з енергозбереження, ключовий експерт програми ЄС «Угода мерів»;
- Ярослав Грицак, доктор історичних наук, професор Українського католицького університету.